# آرامگاه یادمانی گلستان
آرامگاه یادمانی گلستان (به ترکی آذربایجانی: Gülüstan türbəsi) همچنین به نام‌های آرامگاه دشت و مقبره وردوت (به زبان ارمنی به معنای «گل سرخ») نیز شناخته می‌شود. این سازه یک بنای آرامگاهی قرون وسطایی در جمهوری آذربایجان منطقه نخجوان است. شهرک وردوت هنگامی تخریب شد که جمعیت ارمنی آن، مانند ساکنان جلفا در حدود سال ۱۶۰۵ به زور به اصفهان تبعید شدند.
یادمان‌های آرامگاهی نخجوان در سال ۱۹۹۸ برای ثبت در فهرست میراث جهانی یونسکو معرفی شد - رئیس کمیته آذربایجان ایکوموس- شورای بین‌المللی آثار و بناها.

## معماری
قدمت مقبره به قرون ۱۲-۱۳ بازمی‌گردد. گلستان به معنای «باغ آسمانی» است، زیرا این آرامگاه در یک دره سرسبز و نزدیک رود ارس واقع شده است و این مکان باغ گل رز نامیده می‌شود. مقبره از ماسه سنگ قرمز ساخته شده. این بنا ۱۲ وجه دارد و با تزئینات هندسی غنی و پیچیده اما بسیار ظریف پوشانده شده است. آرامگاه بر روی یک پایه بزرگ قرار دارد که شبیه اجزای مثلث است. قسمت فوقانی مقبره ، یک یک مرتبه، با یک هرم پوشیده شد که تا به امروز باقی نمانده است، اما کلیه قسمت‌های باقیمانده کاملاً حفظ شده‌اند. تمام اطرف بقعه با تزئینات و کتیبه‌ها تزئین و قسمت فوقانی آن با توری‌های زینتی آراسته شده بود. روزنه‌ای در قسمت شمالی به مقبره منتهی می‌شود که به قسمت زیرزمینی مقبره متصل است. قسمت داخلی مقبره هیچگونه تزئیناتی ندارد.

## نگارخانه

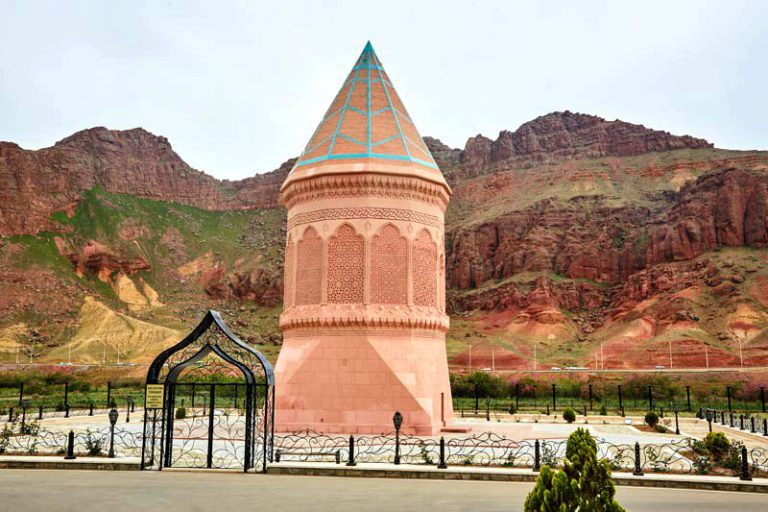
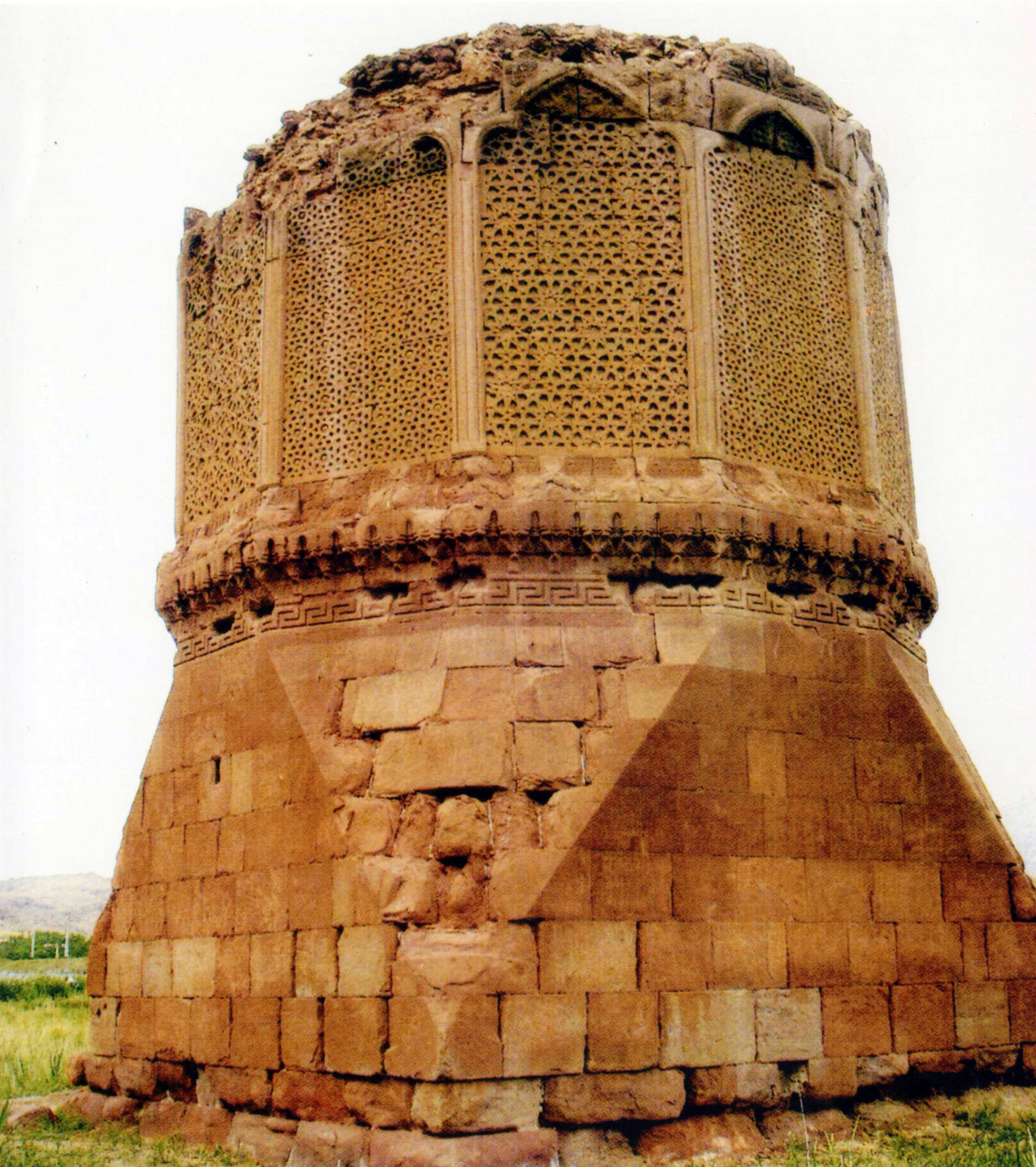
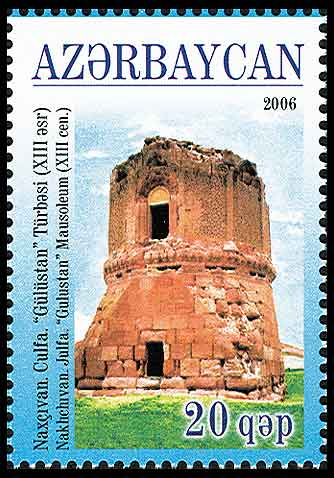